# Monumento coregico di Nicia
Il monumento coregico di Nicia, datato al 320-319 a.C., era situato a ovest del Teatro di Dioniso e a est della Stoà di Eumene, ai piedi dell'Acropoli di Atene. Venne distrutto nel 267. Come ogni monumento coregico di Atene, era destinato a sorreggere il tripode di bronzo dedicato a Dioniso o ad Apollo dal corego vincitore di gare liriche o drammatiche.

## Descrizione
Il monumento, studiato da Wilhelm Dörpfeld nel 1885, doveva assomigliare a un piccolo tempio dorico. Aveva la forma di un tempio prostilo, di forma quadrata, con un pronao con colonne doriche situato a ovest. Le colonne, le ante, l'architrave, le metope, le cornici e i timpani erano realizzati in marmo, mentre le murature e i triglifi erano in poros (calcare poroso).
Venne dedicato da Nicia figlio di Nicodemo, del demo Xypéte, in occasione di una vittoria coregica.
Fu distrutto dagli Eruli nel 267. Di esso rimane solo qualche elemento di fondazione. Alcuni dei suoi materiali furono reimpiegati per l'edificazione della porta Beulé in epoca romana, nel III secolo, dove gli elementi della trabeazione (triglifi) e l'iscrizione dedicatoria sono ancora identificabili.

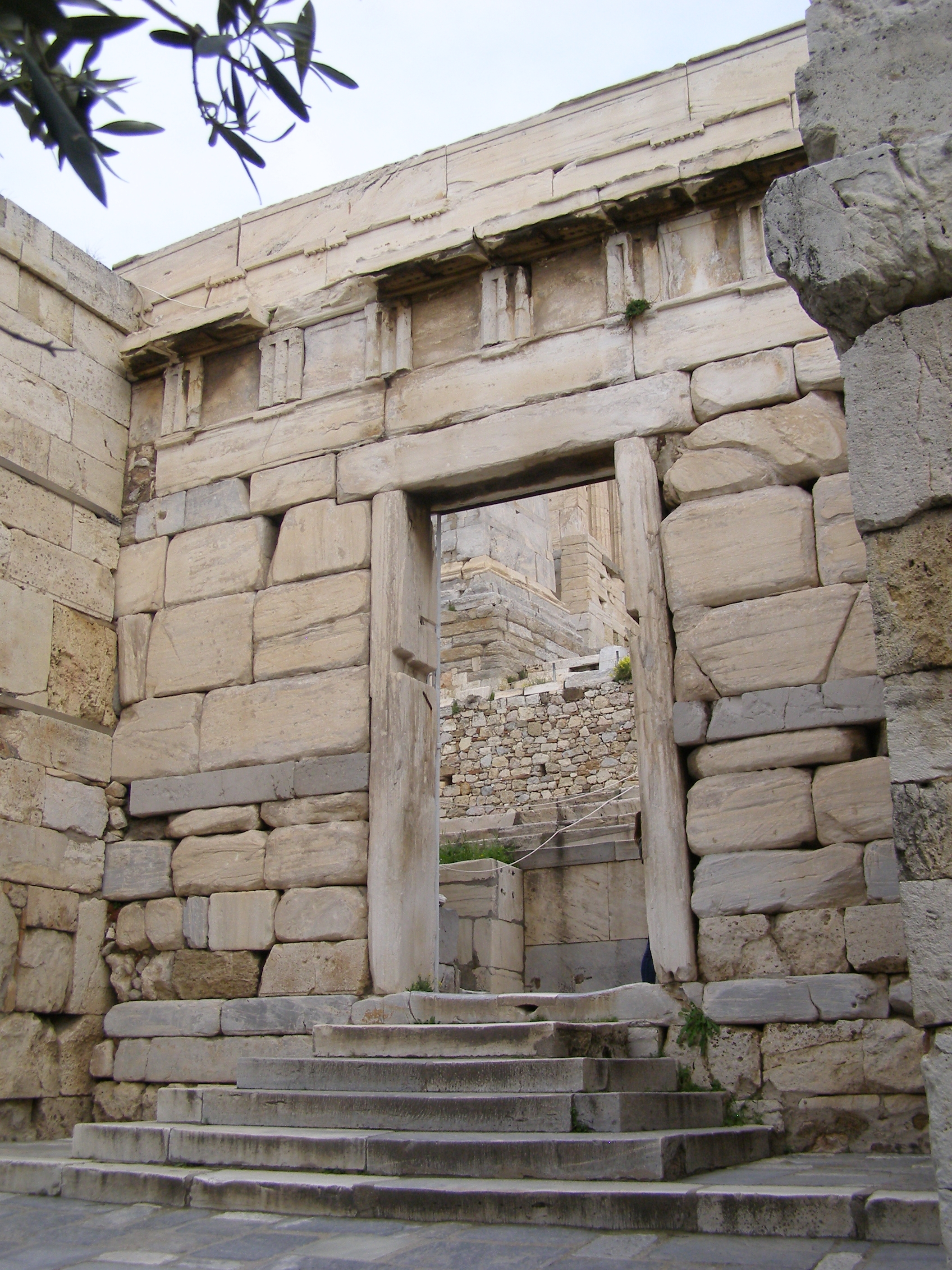
La porta Beulé, ritratta nella foto, riutilizza alcuni elementi del monumento di Nicia.
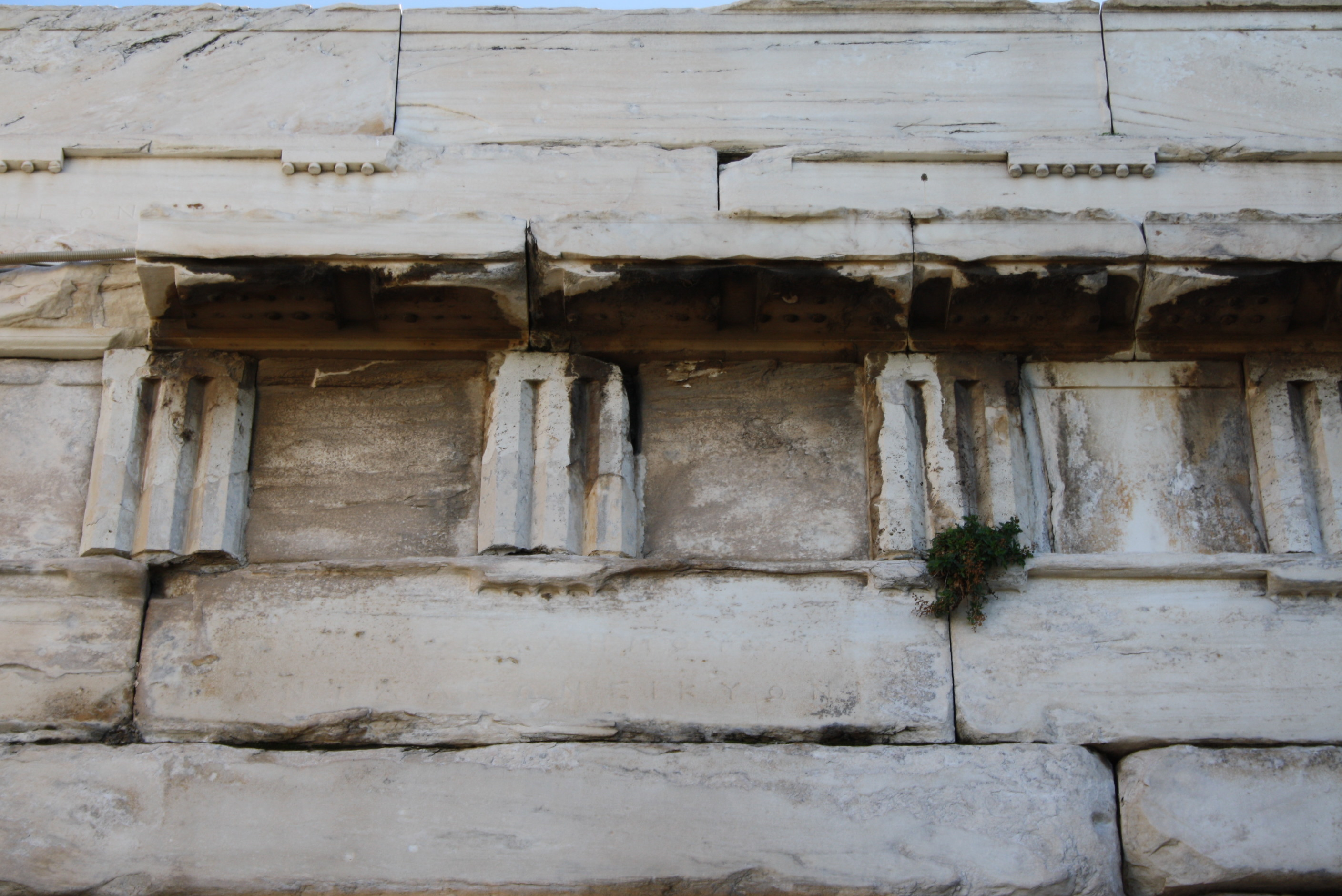
Elementi della porta Beulé provenienti dal monumento di Nicia: trabeazione con triglifi.
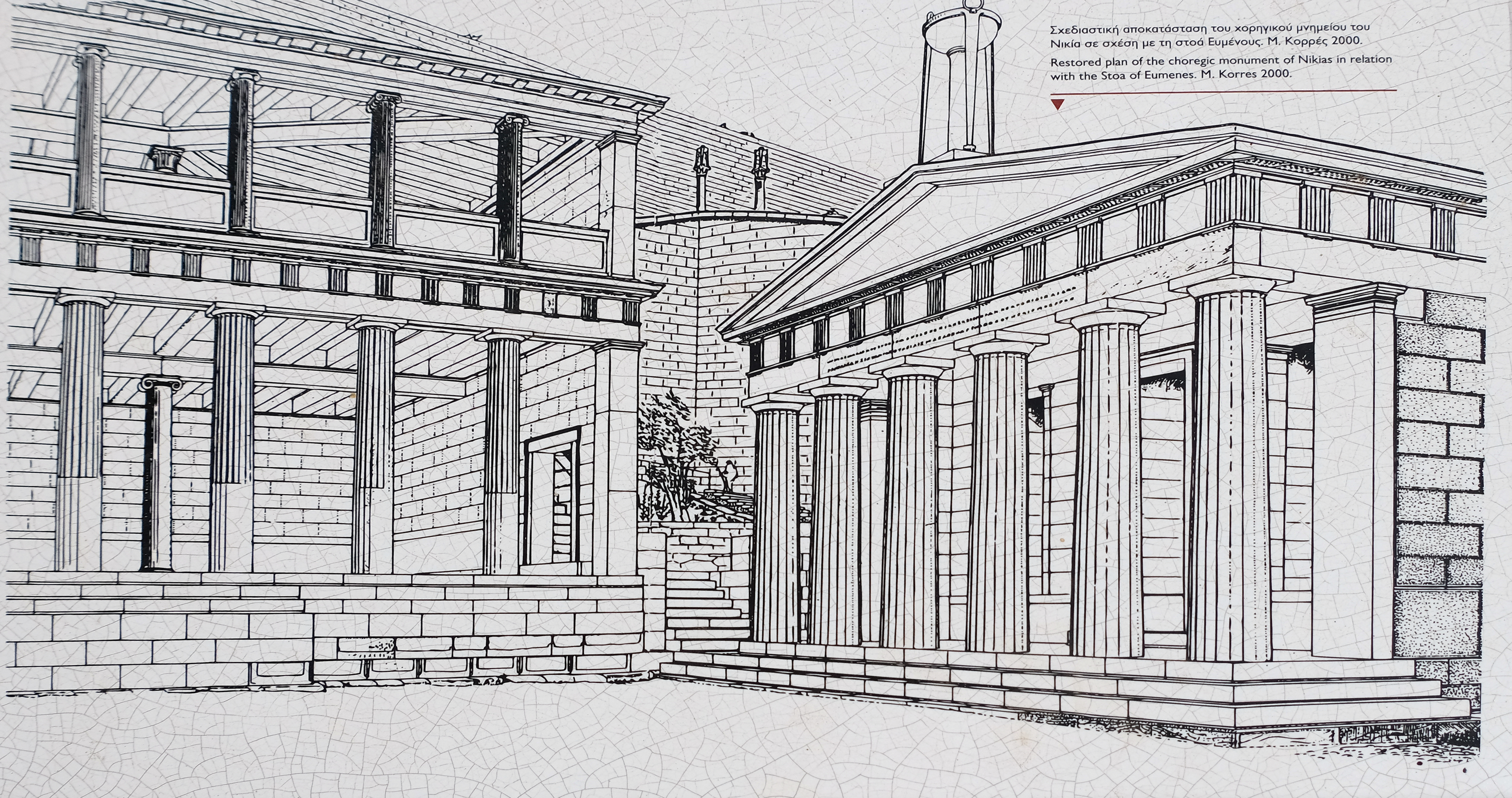
Ricostruzione del monumento